# La cocinera de Castamar
La cocinera de Castamar es una serie española de drama romántico y de época, basada en la novela homónima de Fernando J. Múñez, producida por Buendía Estudios y con guion coordinado por Tatiana Rodríguez para Antena 3 y Atresplayer Premium. 
La serie consta de una única temporada de doce episodios, y está protagonizada por Michelle Jenner, Roberto Enríquez y Hugo Silva. Se estrenó el 21 de febrero de 2021 en Atresplayer Premium y el 8 de abril de 2021 en Antena 3. Al mismo tiempo que su emisión en abierto, tras un acuerdo entre Atresmedia y Netflix, los episodios se estrenaron semanal y simultáneamente en esta plataforma.

## Trama
Situada en Madrid en 1720, la serie se centra en Clara Belmonte (Michelle Jenner), una cocinera agorafóbica que empieza a trabajar en la cocina de Castamar huyendo de un doloroso pasado marcado por la muerte de su padre, acusado de traición. Allí se enamora del duque de Castamar, Diego (Roberto Enríquez), y es correspondida. Sin embargo, estar juntos no será fácil para ninguno de los dos debido a la diferencia de clase social: la madre de Diego, doña Mercedes (Fiorella Faltoyano), quiere que se case con la noble Amelia Castro (María Hervás), para que el ducado tenga descendencia. Por si fuera poco, también está el marqués de Soto, Enrique de Arcona (Hugo Silva), quien no está solo ayudando a doña Mercedes, sino que esconde un plan para vengarse de Diego.

## Reparto

### Reparto principal
- Michelle Jenner como Clara Belmonte
- Roberto Enríquez como Diego, duque de Castamar
- Hugo Silva como Enrique de Arcona, marqués de Soto
- Maxi Iglesias como Francisco Marlango
- María Hervás como Amelia Castro
- Agnés Llobet como Beatriz Ulloa
- Paula Usero como Elisa Costa
- Jean Cruz como Gabriel de Castamar
- Óscar Rabadán como Melquiades Elquiza

Con la colaboración especial de
- Fiorella Faltoyano como Doña Mercedes, duquesa Vda. de Castamar
- Nancho Novo como Hernaldo de la Marca
- Silvia Abascal como la reina Isabel de Farnesio
- Mónica López como Úrsula Berenguer

### Reparto secundario
- Marina Gatell como Doña Sol Montijos
- Michel Tejerina como Roberto Velázquez
- Jaime Zatarain como Alfredo de Carrión
- Carlos Serrano-Clark como Ignacio Montes
- Anna Cortés como Rosalía
- Roser Pujol como Carmen del Castillo
- Xenia Tostado como Doña Alba
- Juan Messeguer como Esteban, marqués de Villamar
- Joan Carreras como rey Felipe V
- Pepe Ocio como Fray Juan
- Puchi Lagarde como Condesa de Arcos
- Eva Rufo como Ángela Foch
- Javier Lago como Armando Belmonte
- Raquel Quintana como Jacinta
- Joseph Ewonde como Daniel Forrado
- Xabier Murua como Zurdo
- Alberto Mateo como Evaristo Galeano
- Julio Jordán como Elías Pereda
- Clara Chacón como Adela
- Eugenia Cuaresma como Juana Forrado
- Miguel Villalba como Secuaz Hernaldo
- Ramón Merlo como Sebas
- Sergio Pineda como Alguacil
- Raquel Pérez como la señora Escrivá
- Óscar Oliver como Santiago
- Aria Bedmar como Eugenia
- Raúl Ferrando como Carlo Broschi
- Arturo De La Torre como Mercenario

## Temporadas y episodios
| Temporada | Temporada | Episodios | Estreno            | Final               | Audiencia media                 | Audiencia media         | Audiencia media |
| Temporada | Temporada | Episodios | Estreno            | Final               | Espectadores                    | Cuota                   |                 |
| --------- | --------- | --------- | ------------------ | ------------------- | ------------------------------- | ----------------------- | --------------- |
|           | 1         | 12        | 8 de abril de 2021 | 24 de junio de 2021 | 1.572.000Con diferido 2.237.000 | 11,8%Con diferido 16,8% |                 |

## Capítulos
| N.º | Título                     | Dirigido por         | Escrito por                                       | Fecha de estreno en Antena 3 | Fecha de preestreno en Atresplayer Premium | Audiencia en Antena 3 |
| --- | -------------------------- | -------------------- | ------------------------------------------------- | ---------------------------- | ------------------------------------------ | --------------------- |
| 1   | «El ingrediente esencial»  | Iñaki Peñafiel       | Tatiana Rodríguez                                 | 8 de abril de 2021           | 21 de febrero de 2021                      | 2 416 000 (17,2%)     |
| 2   | «La noche del Rey»         | Norberto López Amado | Ramón Tarrés                                      | 15 de abril de 2021          | 28 de febrero de 2021                      | 1 914 000 (13,8%)     |
| 3   | «Credot ut intelligam»     | Norberto López Amado | Arantxa Cuesta                                    | 22 de abril de 2021          | 7 de marzo de 2021                         | 1 464 000 (10,6%)     |
| 4   | «Vuela»                    | Iñaki Peñafiel       | Víctor Pedreira y Tatiana Rodríguez               | 29 de abril de 2021          | 14 de marzo de 2021                        | 1 594 000 (11,2%)     |
| 5   | «La decisión»              | Iñaki Peñafiel       | Arantxa Cuesta                                    | 6 de mayo de 2021            | 21 de marzo de 2021                        | 1 515 000 (11,1%)     |
| 6   | «Donde no llega la luz»    | Norberto López Amado | Ramón Tarrés                                      | 13 de mayo de 2021           | 28 de marzo de 2021                        | 1 531 000 (11,4%)     |
| 7   | «Para que no nos borren»   | Norberto López Amado | Víctor Pedreira y Tatiana Rodríguez               | 20 de mayo de 2021           | 4 de abril de 2021                         | 1 319 000 (9,9%)      |
| 8   | «Lo que no será»           | Iñaki Peñafiel       | Arantxa Cuesta                                    | 27 de mayo de 2021           | 11 de abril de 2021                        | 1 518 000 (11,7%)     |
| 9   | «La verdad»                | Norberto López Amado | Víctor Pedreira                                   | 3 de junio de 2021           | 18 de abril de 2021                        | 1 406 000 (10,7%)     |
| 10  | «Lo que de verdad importa» | Iñaki Peñafiel       | Ramón Tarrés                                      | 10 de junio de 2021          | 25 de abril de 2021                        | 1 228 000 (9,9%)      |
| 11  | «Lub-dub»                  | Norberto López Amado | Arantxa Cuesta                                    | 17 de junio de 2021          | 2 de mayo de 2021                          | 1 536 000 (12,3%)     |
| 12  | «El lugar de cada uno»     | Iñaki Peñafiel       | Ramón Tarrés, Víctor Pedreira y Tatiana Rodríguez | 24 de junio de 2021          | 9 de mayo de 2021                          | 1 418 000 (11,8%)     |

## Producción
En julio de 2020, se anunció que la cadena principal de Atresmedia Televisión, Antena 3, estaba preparando una adaptación de la novela La cocinera de Castamar, de Fernando J. Múñez, que estaría protagonizada por Michelle Jenner, Roberto Enríquez y Hugo Silva y producida por la productora íntegra de Atresmedia, Atresmedia Studios, que luego se renombró a Buendía Estudios tras la incorporación de Movistar+ a su accionariado. A finales de mismo mes, se anunció que Silvia Abascal se incorporaría al reparto. Junto con el anuncio del cierre del reparto, en el que también se incluyen Paula Usero y Maxi Iglesias, el rodaje comenzó el 17 de agosto de 2020.

## Lanzamiento y difusión
El 2 de septiembre de 2020, Atresmedia Televisión desveló las primeras imágenes de la serie en el FesTVal, junto a otras series entonces futuras del grupo, como Deudas, Alba o la décima temporada de Los hombres de Paco. El 23 de diciembre de 2020, Atresmedia anunció que La cocinera de Castamar sería una de las cuatro series (las otras tres siendo Deudas, Alba y la tercera temporada de Luimelia) que llegarían a su plataforma de streaming, Atresplayer Premium, en el primer trimestre del 2021.
El 5 de febrero de 2021, Atresmedia sacó el tráiler de la serie y anunció que se estrenaría en Atresplayer Premium el 21 de febrero de 2021.